# Rostislav Zaoulichniy
Rostislav Zaoulichniy est un boxeur Ukrainien né à Lviv le 6 septembre 1968.

## Carrière
Champion d'union soviétique en 1990 (poids moyens) et 1991 (poids mi-lourds), sa carrière de boxeur amateur est principalement marquée par une médaille d'argent remportée aux Jeux olympiques de Barcelone en 1992 dans la catégorie des poids mi-lourds au sein de l'Équipe unifiée de l'ex-URSS. Il remporte également au cours de sa carrière de boxeur amateur deux médailles de bronze aux championnats d'Europe de Göteborg en 1991 et de Bursa en 1993 ainsi qu'une médaille de bronze aux championnats du monde la même année.

## Palmarès

### Jeux olympiques
- Médaille d'argent en -81 kg en 1992 à Barcelone, Espagne

### Championnats du monde
- Médaille d'argent en -81 kg en 1993 à Tampere, Finlande

### Championnats d'Europe
- Médaille de bronze en -81 kg en 1991 à Göteborg, Suède
- Médaille de bronze en -81 kg en 1993 à Bursa, Turquie

## Référence
1. ↑  (en) Résultats des Jeux olympiques 1992 (amateur-boxing.strefa.pl)